# Cine-i fata?
Cine-i fata? (engleză: Who's That Girl) este un film de comedie din 1987, cu Madonna în rolul principal. Madonna a scos după aceeea un hit cu același nume care s-a plasat pe locul 1.